# Картофельная колбаса

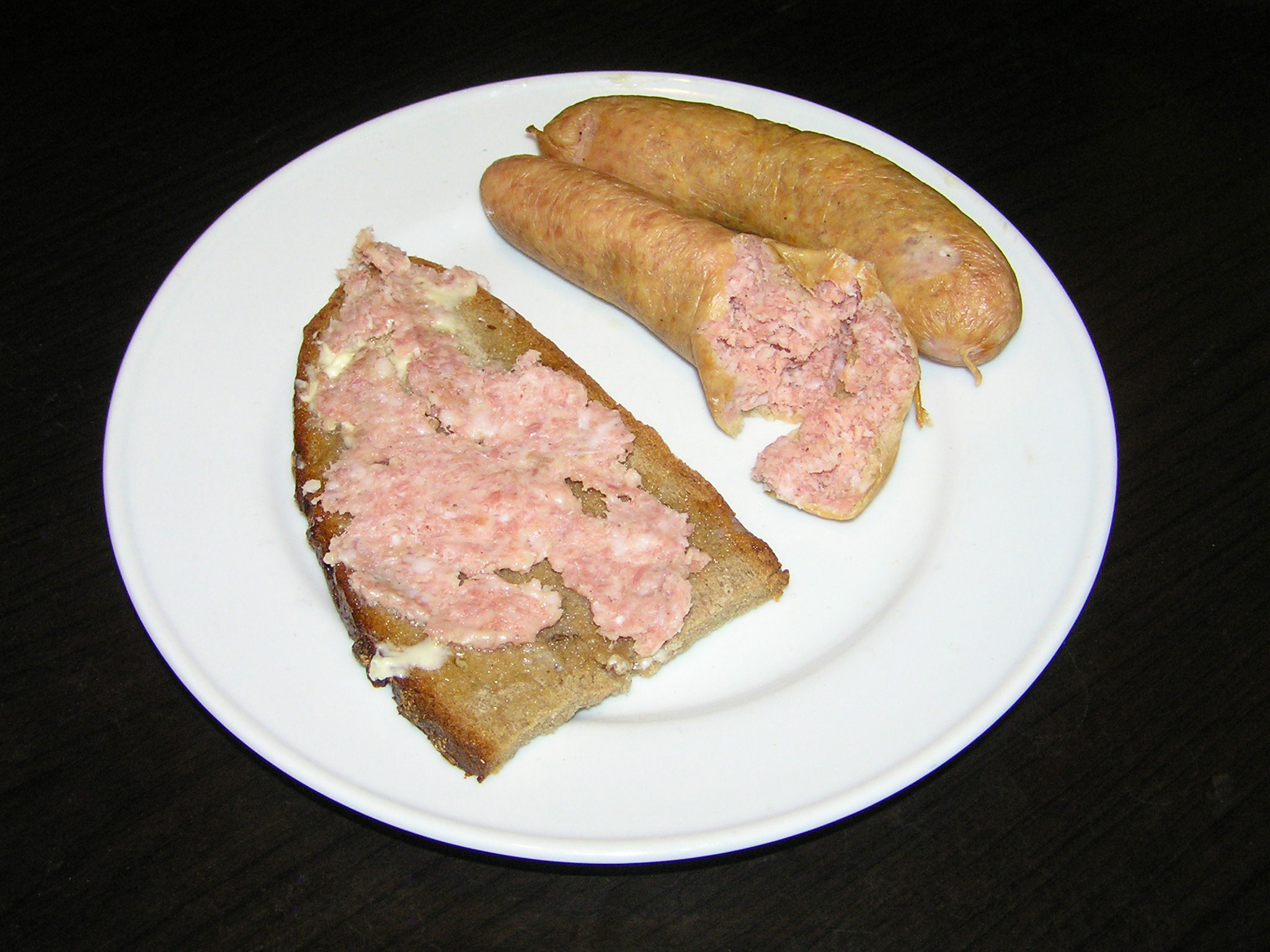
Картофельная колбаса в бутерброде на сером хлебе с маслом

Картофельная колбаса (карто́фельвурст, нем. Kartoffelwurst) — немецкая колбаса из термически обработанной свинины или говядины с добавлением картофеля, репчатого лука и пряностей. Популярна на юго-западе Германии: в Гессене, Нижней Франконии, Северном Бадене, Рейнланд-Пфальце и Сааре. Картофельная колбаса — специалитет Хунсрюка.
Картофельная колбаса на 50—70 % состоит из предварительно отваренного и измельчённого мяса и на 30—50 % — из отварного и измельчённого картофеля, в колбасный фарш также добавляют в зависимости от регионального рецепта кубики шпига, мяса нитритного посола, субпродуктов, а также крупу и тушёный лук. Типичные пряности в картофельной колбасе — соль, чёрный перец и мускатный орех. Картофельную колбасу формуют в натуральную оболочку или консервные банки, которые нагревают, чтобы свернулся кровяной белок, а колбаса приобрела типичный красно-коричневый цвет. После охлаждения колбаса застывает благодаря желатину, содержащемуся в свиной шкурке. Картофельную колбасу потребляют преимущественно в жареном виде.